# Людовик I Благочестивий
Людовик I Благочестивий (також Справедливий і Добродушний; (778 — 20 червня 840) — король Аквітанії з династії Каролінгів, з 781 року король франків, з 813 року імператор Заходу разом із своїм батьком Карлом I Великим, а з 814 — одноосібно. Людовик I правив імперією Карла Великого 26 років, крім періоду 833—834 років, коли владу захопдювали його власні сини. Він вважається слабшим правителем, ніж батько. Після смерті імператора між його синами розпочалася війна за наслідування престолу, яка тривала до Верденського договору і розділу імперії Карла на три частини — майбутні Францію, Німеччину та Італію.
Під час свого правління в Аквітанії Людовику було доручено батьком захист південно-західного кордону імперії. На південь від Піренеїв він відвоював у мусульманського Кордовського халіфату Барселону у 801 році і стверджував франкську владу над Памплоною та Басконією  у 812 році. Як імператор він включив у владу своїх повнолітніх синів Лотара, Піпіна та Людовика і прагнув створити відповідний поділ королівства серед них. Перше десятиліття його правління характеризувалося кількома трагедіями і заворушеннями, зокрема жорстоким поводженням його племінника Бернара з Італії, за який Людовик спокутував публічний акт самоприниження.

## Рання біографія
Про дату народження Людовика відомо небагато. «Аннали королівства франків», що фіксували всі найважливіші події в державі за поточний рік, ні словом не згадують про цю подію. Лише в творах пізніших хроністів повідомляється, що це сталося 778 року — незадовго до повернення Карла Великого з іспанського походу. Народився Людовик на віллі Кассіногілум (лат. Cassinogilum). Існують різні версії щодо ідентифікації цієї місцевості. Ейнхард дає назву місця як Cassanoilum. Сучасні дослідники ідентифікують це місце як Шассней-дю-Пуату (фр. Chasseneuil) поблизу Пуатьє. За іншими версіями це може бути Шасней біля Гаронни.
Для Піпінідів або Каролінгів ім'я Людовик не було родовим. Воно являло собою не що інше, як Меровінгське «Хлодвіг» — ім'я засновника Королівства франків. (Так само як і ім'я померлого невдовзі після народження брата-близнюка Людовіка — «Лотар» — Меровінгське Хлотар). Використовуючи імена меровінгського королівського дому, Карл прагнув долучитися до особливої сакральної легітимності останнього, продемонструвати нерозривність ідеологічної і політичної традиції, заснованої на кровній спорідненості, і в кінцевому рахунку зміцнити законність власної династії.
У Людовика був брат-близнюк, який отримав ім'я Лотар (першим з Каролінгів), але помер немовлям.
Подібно до батька, Людовик був простий у звичках і стриманий в їжі. Він мав глибокі знання в богослов'ї і вільних науках, говорив не тільки романською та німецькою, але також і на латині, а грецьку мову розумів. Його управління Аквітанією сучасники визнавали розумним, а вжиті ним заходи щодо зменшення податків були поширені Карлом Великим на всю Каролнгську імперію.
За словами Астронома, в Людовіку рано проявилися недоліки, які несприятливо відбилися на ньому як на правителі: він не вмів вірно судити про людей і тому часто слухав поганих радників, був занадто старанний до Церкви і до марнотратства, щедрий до духовенства, але не міг утримувати вельмож від утисків проти народу. У нього не було багатьох якостей, потрібних для управління настільки великою державою, оточеною войовничими сусідами. Він сам відчував, що не народжений бути правителем. Якби його не стримували друзі і дружина Ірменгарда, то він, подібно до свого двоюрідного діда Карломана, міг би залишити престол заради життя ченця.

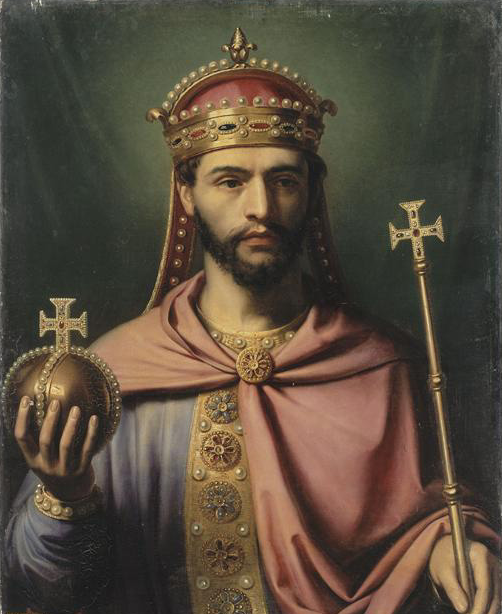
Людовик I Благочестивий (молоді роки)
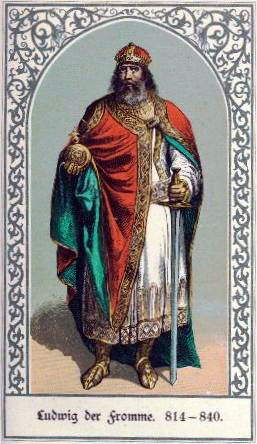
Людовик I Благочестивий
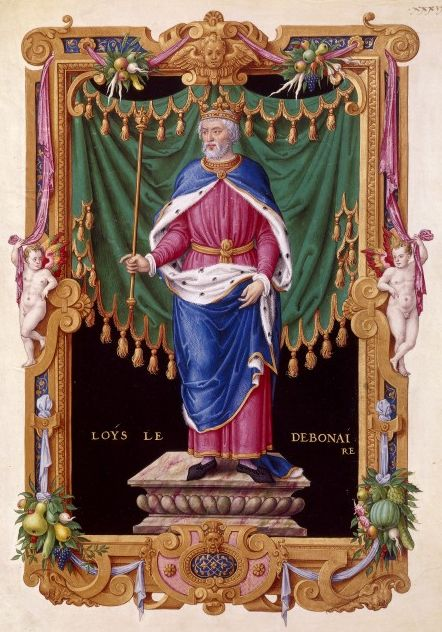
Людовик I Благочестивий (зображення з Національної бібліотеки Франції)

## Королювання Аквітанією

### Початок королювання
Аби убезпечити кордони королівства після поразки від басків в Ронсевалі в 778 році Карл Великий відродив Аквітанське королівство. Його королем він призначив свого новонародженого сина Людовика. В 781 році Людовик був коронований в Римі як король Аквітанії папою Адріаном I. Управляти королівством при малолітньому королі були призначені регенти.
Аквітанське оточення Людовика складали переважно люди духовного стану: монах Бенедикт Аніанський, який згодом став головним радником короля з церковних питань; священик Елізахар, глава королівської канцелярії; королівський бібліотекар Еббон, який посів пізніше архієпископську кафедру в Реймсі. Саме їм юний король був зобов'язаний раннім пробудженням особливої релігійності.
Карл всіляко прагнув пробудити у Людовика цікавість до світських справ, дав йому гарну освіту і прекрасний вишкіл у військових справах, змушував щороку брати участь у військових походах проти саксів, аварів, маврів, в Італію на допомогу братові Піпіну. Готуючись до престолу, Людовик з волі батька приймав посольства.
В 794 році Карл одружив сина на красуні Ірменгарді, донці графа Інграмна.

### Війни з маврами
У 793 році емір Кордови Гішам I почав похід в Септиманію і завдав на березі річки Орб (близько Нарбонни) поразки Гільйому, призначеному в 790 році графом Тулузи. Однак, зустрівши наполегливий опір, маври були змушені відступити.
У 794 році 16-річний Людовик прийняв в Тулузі послів короля Астурії Альфонсо II, з яким він уклав союз проти маврів. Також він прийняв послів Бахалука, ватажка сарацинів і правителя гірської області поблизу Аквітанії, який просив миру і надіслав дари. В цей же час він розпорядився щодо надійної охорони Аквітанії: зміцнив місто Вік, замки Кардони, Картасерру і інші міста, колись покинуті; знову населив їх і доручив їх захист графу Боррелю. У 799 році влада франків поширилася на Балеарські острови.
У 800 році Людовик почав похід в Іспанію. Коли він підійшов до Барселони, правитель цього міста Саадун аль-Руайні визнав владу франків, але місто не здав. Минувши Барселону, король захопив і зруйнував Леріду. Потім, спустошивши і інші поселення, він дійшов до Уеску, але місто взяти не зміг і обмежився розоренням околиць.
У 801 році Людовику вдалося хитрістю виманити правителя Барселони Саадуна з Нарбонни і силою відправити до імператора. Він уже готувався виступити на Барселону, коли повстання у Васконії відволікло його. Придушивши повстання з надзвичайною жорстокістю, Людовик знову рушив до Барселони; там він розділив військо на три частини, одну залишив при собі в Руссільйоні, іншу призначив для штурму міста (нею командував Ростан (Ростанген), граф Жирони), третя ж частина, під командуванням Гільйома повинна була прикривати кордон з боку Сарагоси, щоб на військо, що облягало місто, раптово не напали маври. Обложені в місті послали до Кордови за допомогою. Емір Хакам I відразу відправив військо їм на допомогу, але воно було розбите Гільйомом, який після цього приєднався до війська довкола міста. Незабаром обложені стали відчувати щонайнестерпніший голод. Коли франки зрозуміли, що місто виснажене довгою облогою і ось-ось впаде, вони закликали Людовика, щоби він особисто прийняв капітуляцію, прославивши своє ім'я захопленням найпотужнішою фортеці. Однак захисники Барселони продовжували стійко триматися, сподіваючись на труднощі франків в період зимових холодів. Тоді і франки почали готуватися до зимової облоги. Побачивши це, жителі міста зрадили свого правителя Харуна, родича і спадкоємця Саадуна, і здали місто. Залишивши там для охорони Беру, сина Гільйома, який отримав титул графа Барселони, Людовик повернувся в Аквітанію. Захоплення Барселони поклало початок створенню Іспанської марки — прикордонного форпосту, покликаного убезпечити населення Аквітанії від набігів маврів.
Влітку 802 року Людовик знову вторгся в Іспанію. Були взяті міста Таррагона, Ортона і Луцера, повністю розорена вся округа до самої Тортоси. Потім він розділив своє військо на дві частини; велику з них сам повів на Тортосу (не досягнувши там результату), а решті війська наказав перейти через річку Ебро, потай зайти в тил маврам і раптово напасти на них. Таким чином, франки дійшли до міста Вілла-Рубе і розграбували його, але скоро маври зібрали велике військо і перекрили франкам шлях до відступу в долині Валла-Ібана, природне розташування якої давало можливість знищити все військо франків. Місцеві жителі провели війська франків через гірський перевал в тил маврів. Маври були розгромлені і рятувалися втечею. Людовик за допомогу, надану в боротьбі з сарацинами, в 805 році дарував Велику хартію вольностей (Magna Carta) громаді жителів Андорри. Саме тому 805 рік вважається роком заснування Андорри.
У 806 році в Памплоні стався заколот, метою якого було знову передати місто під владу маврів. Для його придушення Людовик послав в місто війська, після чого правитель Памплони граф Веласко визнав над собою владу імператора франків, а сама Памплона в якості графства була включена в створювану для захисту від мусульман Іспанську марку.
Незабаром король Людовик став готуватися до нового походу в Іспанію. Однак, батько доручив йому захист узбережжя від норманських набігів, а для керівництва походом до Іспанії надіслав Інгоберта. У 809 році військо франків знову виступило до Тортоси, причому на конях і мулах везли розібрані кораблі. Основна частина війська, як і першого разу, відразу рушила на Тортосу на чолі з Інгобертом. Менша ж частина, з кораблями на візках, таємно рушила в обхід, потім на кораблях, разом з кіньми переправилася через Ебро, маючи намір зайти в тил ворога. Однак цей план провалився: маври дізналися про наближення франків і Абайдун, правитель Тортоси з великими силами напав на цей загін. Хоча франкам вдалося відбити напад, але раптового удару вже не вийшло, і франки змушені були відступити. Нічого не добилася і основна армія, що облягала Тортосу.
810 року Людовик особисто очолив похід на Тортоси. Карл Великий надіслав йому на допомогу велике військо. Підійшовши до міста, Людовик безперервно атакував, застосовуючи тарани та інші облогові знаряддя і, проломивши стіни, через сорок днів після початку облоги взяв місто. Падіння Тортоси було значною втратою сарацинів.
У 811 році Людовик наказав зібрати військо і послав його проти Уески. Військом командував присланий від батька полководець Херіберт. До пізньої осені вони брали в облогу Уеску, але не досягли відчутних результатів.

### Повстання у Васконії
Влітку 812 року Людовик був змушений придушувати заколот басків, які задумали відпасти від нього. Зруйнувавши всю округу міста Дакс, він зрештою домігся їхньої покірності. Потім, з труднощами перейшовши через Піренеї, Людовик спустився до Памплони, де провів засідання королівської ради і упорядкував управління Іспанської маркою. На його зворотному шляху баски, порушивши клятву вірності, спробували заманити Людовика в засідку, проте їх змова була розкрита. Франки захопили дружин і дітей басків в якості заручників і, прикриваючись ними, повернулися на батьківщину. В цьому ж році франки уклали мир з арабами Іспанії.
У результаті походів Людовика на півдні в якості захисту від арабів була створена Іспанська марка, що тягнулася до річки Ебро і включала сучасні Каталонію, Наварру і частина Арагону. Її столицею була Барселона, а сама марка поділена на 10-12 графств. Це завоювання дало захист Аквітанії від набігів арабів. Християнському населенню Іспанії була забезпечена підтримка в боротьбі з мусульманськими правителями.